# جبل احشود (مذيخرة)

تعديل مصدري - تعديل

جبل احشود محلة تابعة لقرية العقرمي، التابعة لعزلة الاشعوب بمديرية مذيخرة إحدى مديريات محافظة إب في الجمهورية اليمنية، بلغ تعداد سكانها 105 حسب تعداد اليمن لعام 2004.